# Meranoplus bellii
Meranoplus bellii é uma espécie de formiga do gênero Meranoplus, pertencente à subfamília Myrmicinae.